# پارادان (استان ساسانی)

نقشه استان‌های جنوب شرقی شاهنشاهی ساسانی.

پارادان یا پاراتان استانی از شاهنشاهی ساسانی بود. این استان از منطقه بلوچستان امروزی تشکیل شده بود که امروزه میان ایران، پاکستان و افغانستان تقسیم شده‌است. شواهد بدست آمده از سکه‌ها نشان می‌دهد که این استان در شمال شرقی بلوچستان واقع شده و مرکز آن شهر لورالائی (در پاکستان کنونی) بوده‌است، یعنی شرق‌تر از آنچه که تصور می‌شد.